# Mikołaj (Mrđa)
Mikołaj, imię świeckie Gojko Mrđa (ur. 30 sierpnia 1928 w Smoljanach, zm. 27 października 2015 w Fočy) – serbski biskup prawosławny.

## Życiorys
Ukończył seminarium duchowne Świętych Cyryla i Metodego w Prizrenie. W 1953 złożył wieczyste śluby mnisze w monasterze Koporin, na ręce mnicha Cyryla, przyjmując imię zakonne Mikołaj. 30 września tego samego roku został wyświęcony na hierodiakona przez biskupa braniczewskiego Chryzostoma. Święceń kapłańskich udzielił mu 10 maja 1961 patriarcha serbski German.  
W 1954 ukończył naukę na wydziale teologicznym Uniwersytetu Belgradzkiego. Planował dalsze studia teologiczne w Grecji, jednak władze jugosłowiańskie odmówiły mu wydania paszportu. W związku z tym Synod Biskupów zdecydował o powierzeniu mu stanowiska wykładowcy w seminarium św. Sawy w monasterze Rakovica, gdzie pracował do 1964. W 1963 otrzymał tytuł profesora teologii. W 1964 decyzją Synodu stanął na czele odnowionego seminarium duchownego przy monasterze Krka. Od 1966 do 1973 był jego rektorem, jak również przełożonym monasteru Krka i proboszczem prowadzonej przy nim parafii.
W 1973 w soborze św. Michała Archanioła w Belgradzie został wyświęcony na biskupa australijsko-nowozelandzkiego. W Australii zaangażował się w organizację nowych parafii etnicznie serbskich i budowę nowych świątyń. Założył również dwa monastery: św. Sawy oraz Zaśnięcia Matki Bożej; drugi z wymienionych klasztorów to pierwszy w historii Nowej Zelandii klasztor prawosławny. 
W 1978 przeniesiony na katedrę dalmatyńską, którą to godność ponownie łączył z zadaniami rektora seminarium przy monasterze Krka. Od 1988 w eparchii z jego inicjatywy wydawane było pismo Istina (pol. Prawda), wzniesiono siedem nowych cerkwi.
W 1992 objął katedrę Dabaru i Bośni, gdzie zorganizował seminarium duchowne w Fočy, przekształcone następnie w Akademię Duchowną św. Bazylego Ostrogskiego i włączone, jako wydział teologiczny, w struktury uniwersytetu w Sarajewie Wschodnim. Od momentu powołania w 1994 był w nim prorektorem i wykładowcą śpiewu cerkiewnego. Od 1997 wykładał również Nowy Testament na wydziale muzykologii Uniwersytecie w Sarajewie Wschodnim. Angażował się w budowę nowych cerkwi na terytorium eparchii oraz w renowację obiektów zniszczonych w czasie wojny w Bośni. Jest autorem opracowań poświęconych Nowemu Testamentowi, pięciu zbiorów tekstów teologicznych oraz autobiografii. 
Doktor honoris causa Wydziału Teologicznego Uniwersytetu Belgradzkiego oraz Uniwersytetu w Sarajewie Wschodnim. 
Metropolitą Dabaru i Bośni pozostawał do śmierci w 2015.